# Nigidius lettowvorbecki
Nigidius lettowvorbecki es una especie de coleóptero de la familia Lucanidae.

## Distribución geográfica
Habita en Etiopía.